# سیارک ۵۴۹۶۷
سیارک ۵۴۹۶۷ (به انگلیسی: 54967 Millucci، نامگذاری:2001PF29) پنجاه و چهار هزار و نهصد و شصت و هفتمین سیارک کشف شده‌است که در ۱۵ اوت ۲۰۰۱ کشف شد.